# Paon (film)
Pour plus de détails, voir Fiche technique et Distribution.
Paon (Kong que) est un film chinois réalisé par Gu Changwei, sorti en 2005.

## Fiche technique
- Titre original : Kong que
- Titre français : Paon
- Réalisation : Gu Changwei
- Scénario : Li Qiang (en)
- Photographie : Yang Shu
- Pays d'origine : Chine
- Genre : drame
- Date de sortie : 2005

## Distribution
- Zhang Jingchu : Sœur
- Feng Li : Vieux frère
- Gu Changwei : Aveugle